# Catherine D. Wood
Catherine Duddy Wood, ou Cathie Wood, née le 26 novembre 1955, est une investisseuse américaine et fondatrice, PDG et CIO (chief investment officer) d'ARK Invest, une société de gestion d'investissements,,.

## Jeunesse et études
Cathie Wood est née à Los Angeles. Elle est l'aînée d'une famille d'immigrés irlandais. Son père sert dans l'armée irlandaise, puis dans l'armée de l'air américaine en tant qu'ingénieur en systèmes radar. En 1974, elle est diplômée de la Notre Dame Academy de Los Angeles, un lycée catholique pour filles,. En 1981, Wood est diplômée summa cum laude de l'Université de Californie du Sud, avec un baccalauréat ès sciences en finance et économie.  L'un de ses professeurs est l'économiste Arthur Laffer, conseiller des présidents Ronald Reagan et Donald Trump, qui deviendra son mentor,.

## Carrière
En 1977, par l'intermédiaire de son mentor Arthur Laffer, Wood obtient un poste d'économiste adjointe chez Capital Group, où elle travaille pendant trois ans.  En 1980, elle déménage à New York pour occuper un poste chez Jennison Associates en tant qu'économiste en chef, analyste, gestionnaire de portefeuille et directrice générale. Elle y travaille 18 ans. Au début des années 1980, elle débat avec Henry Kaufman sur les raisons pour lesquelles elle pense que les taux d’intérêt avaient atteint un sommet.
En 1998, avec Lulu C. Wang, Wood cofonde Tupelo Capital Management, un fonds spéculatif basé à New York. 
En 2001, elle rejoint AllianceBernstein en tant que directrice des investissements des stratégies thématiques mondiales. Elle y travaille pendant 12 ans, gérant 5 milliards de dollars. Elle y est critiquée pour ses performances moins bonnes que l'ensemble du marché lors de la crise financière de 2007-2008,.
En 2014, après que son idée d'ETF gérés activement et centrés sur les innovations de rupture ait été jugée trop risquée par AllianceBernstein, Wood quitte l'entreprise et fonde ARK Invest,,,. L'entreprise porte le nom de l'Arche d'Alliance ; Wood lisait la Bible à ce moment-là.  Les quatre premiers ETF d'ARK sont financés par Bill Hwang d'Archegos Capital.
Wood est nommée meilleur sélectionneur de titres de 2020 par Matthew A. Winkler , rédacteur en chef émérite de Bloomberg News.
Son fonds phare ARK Innovation chute de 24 % en 2021 et, au premier trimestre 2022, il est le moins performant parmi les fonds d'actions couverts par Morningstar, Inc. Début 2022, huit autres fonds gérés par Wood, dont les fonds axés sur la technologie financière et l’exploration spatiale figuraient parmi les moins performants de leur catégorie.

## Récompenses
Wood est sélectionnée pour le premier Forbes 50 Over 50 2021, composé d'entrepreneurs, de dirigeants, de scientifiques et de créateurs de plus de 50 ans.

## Vie privée
Wood vit à Wilton. Elle est divorcée de Robert Wood, lui-même décédé en 2018. Elle a trois enfants,,.
Wood est une fervente chrétienne. 
Lors des élections de 2020, elle avertit que le projet de fiscalité et de réglementation de Joe Biden étoufferait l'innovation. 
En 2018, elle fait don de fonds à son lycée pour créer le Duddy Innovation Institute, qui encourage les filles à étudier l'innovation de rupture.